# (993) Moultona
(993) Moultona és un asteroide del cinturó principal, i forma parte de la Família Coronis.
Va ser descobert per Georges Achille van Biesbroeck el 12 de gener de 1923, des de l'observatori Yerkes de Williams Bay, Estats Units.
Va ser nomenat en honor de l'astrònom estatunidenc Forest Ray Moulton (1872-1952).
La seva distància mínima d'intersecció de l'òrbita terrestre és d'1,73968 ua.
Les observacions fotomètriques recollides d'aquest asteroide mostren un període de rotació de 5,27 hores, amb una variació de lluentor d'11,4 de magnitud absoluta.